# Roman Loth

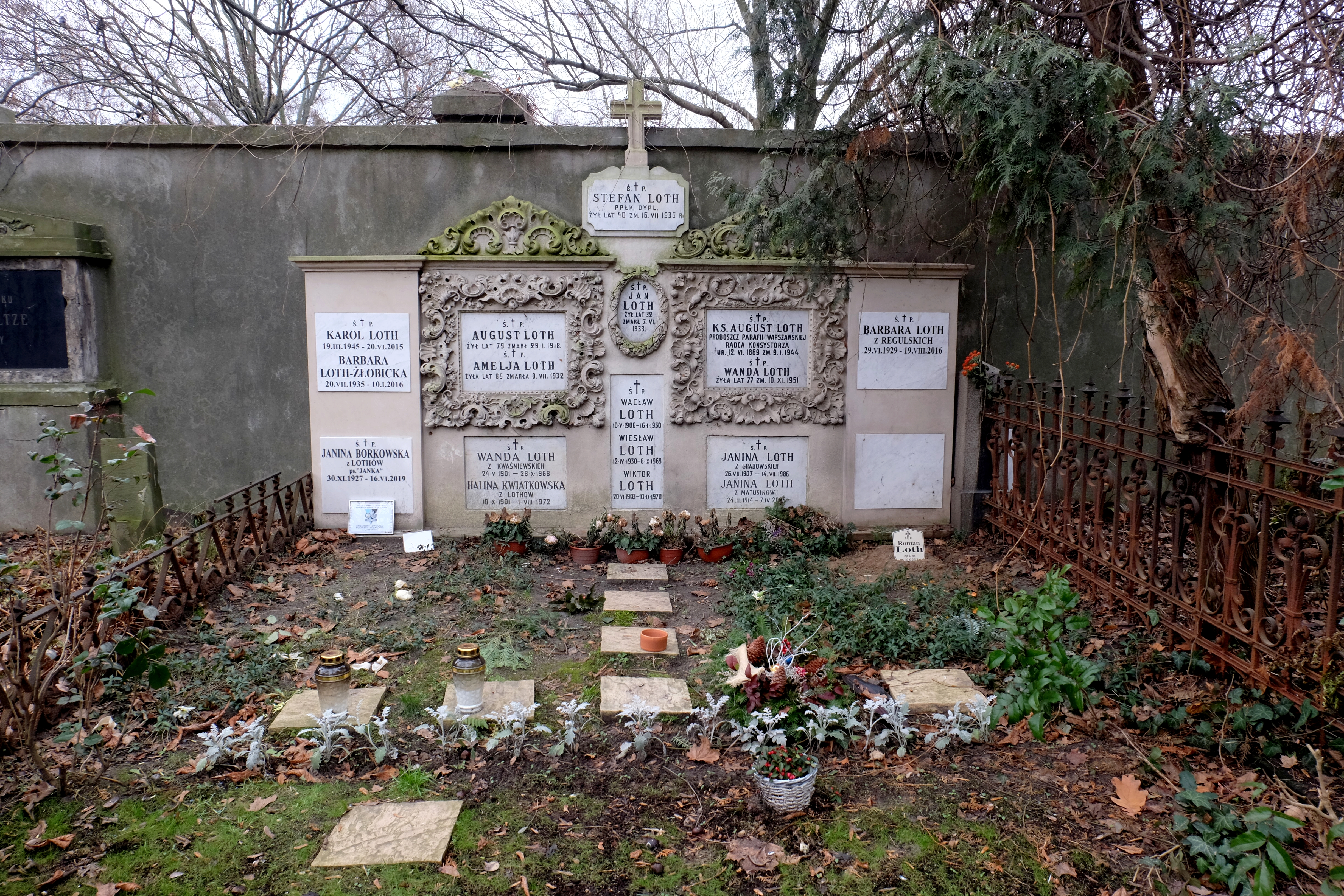
Grób Romana Lotha na cmentarzu ewangelicko-augsburskim w Warszawie

Roman Andrzej Loth (ur. 11 grudnia 1931 w Warszawie, zm. 30 listopada 2019 tamże) – polski uczony, polonista, profesor nauk humanistycznych, pracownik Instytutu Badań Literackich Polskiej Akademii Nauk, specjalności naukowe: bibliografia, dokumentacja, edytorstwo naukowe, historia literatury polskiej.

## Życiorys
Był synem Wacława Lotha i Janiny Loth, z d. Grabowskiej.
W czasie II wojny światowej był harcerzem Szarych Szeregów. Po powstaniu warszawskim zamieszkał w Radomiu. W 1949 ukończył VI Liceum Ogólnokształcące im. Jana Kochanowskiego w Radomiu..
W 1954 ukończył studia na kierunku filologia polska w Uniwersytecie Warszawskim, ale już od 1951 był związany z Instytutem Badań Literackich PAN, początkowo powierzano mu prace zlecone, od 1952 był zatrudniony jako asystent, od 1956 jako adiunkt, od 1962 adiunkt dokumentacji naukowej w Dziale Dokumentacji Naukowej Literatury Polskiej końca XIX i XX w.. Od 1966 pracował jako dokumentalista dyplomowany, od 1971 starszy dokumentalista dyplomowany w Pracowni Słownika Współczesnych Pisarzy Polskich (od 1968 pod nazwą Pracownia Dokumentacji Literatury Współczesnej. W 1970 uzyskał stopień naukowy doktora na podstawie pracy Kronika życia i twórczości Jana Kasprowicza (1860–1901) napisanej pod kierunkiem Ewy Korzeniewskiej, w 1975 stopień doktora habilitowanego na podstawie wydania krytycznego tomów I i II Pism zebranych Jana Kasprowicza. W latach 1975–1991 był kierownikiem Pracowni Historii Literatury Okresu Młodej Polski IBL. W 1977 został mianowany docentem. W 1991 nadano mu tytuł profesora nauk humanistycznych. W 1992 został kierownikiem Centrum Informacji Literaturoznawczej IBL.
Jako krytyk literacki debiutował w 1951 na łamach pisma Pokolenie. Początkowo zajmował się bibliografiami zawartości czasopism. Należał do zespołu, który opracował bibliografię zawartości pisma Głos za lata 1886–1889 (wyd. 1955), razem z Elżbietą Sawicką przygotował nieopublikowaną bibliografię zawartości pism Kultura Robotnicza za lata 1922–1923 i Nowa Kultura (za lata 1923–1924), razem z Marią Lipską opublikował w 1957 bibliografię zawartości pisma Ogniwo za lata 1902–1905. W centrum jego zainteresowań naukowych znalazła się następnie twórczość Jana Kasprowicza. W 1962 opublikował książkę Młodość Jana Kasprowicza. Szkic biograficzny. Opracował tomy Wspomnienia o Janie Kasprowiczu (wyd. 1967) i wspomnienia Marii Kasprowiczowej W naszym górskim domu (1969) W 1970 obronił poświęconą mu pracę doktorską Kronika życia i twórczości Jana Kasprowicza (1860–1901). W latach 70. był razem z Janem Józefem Lipskim redaktorem krytycznego wydania Pism zebranych poety. W tej serii opracował tom I Utwory literackie. 1. Poezje 1888; Wiersze rozproszone 1877–1888 (wyd. 1973), tom II Utwory literackie. 2. Chrystus; U trumny wieszcza; Świat się kończy!; Z chłopskiego zagonu; Wiersze rozproszone 1889–1893 (wyd. 1974), tom IV Utwory literackie. 4. Baśń nocy świętojańskiej; Ginącemu światu; Salve Regina; Bajki, klechdy i baśnie; Uczta Herodiady; O bohaterskim koniu i walącym się domu; Ballada o słoneczniku; Wiersze rozproszone 1900–1910 (wyd. 1984). W 1976 wydał tom Z Tatr, w 1988 Pieśń o Waligórze, w latach 1992–1995 wiersze poety w czterech tomach tzw. Małej Serii Kasprowiczowskiej. Dla serii Nowy Korbut przygotował tom Jan Kasprowicz (wyd. 1994). Zajmował się także twórczością innych poetów. Opracował Wiersze wybrane Edwarda Szymańskiego (wyd. 1954), Poezje wybrane Antoniego Słonimskiego (wyd. 1989), Poezje Jana Lechonia (w serii Biblioteka Narodowa, seria 1, tom 256), Poezje zebrane Jana Lechonia (wyd. 1995). Ponadto opracował Listy do Anny Jackowskiej Jana Lechonia (wyd. 1977), Na rogu świata i nieskończoności. Wspomnienia o Franciszku Fiszerze (1985), Wymarsz i inne wspomnienia Bolesława Wieniawa-Długoszowskiego (1992).
Był członkiem zespołu autorskiego Słownika współczesnych pisarzy polskich (wyd. 1963–1966) i Słownika współczesnych pisarzy polskich. Seria II (wyd. 1977–1980), Kronik życia literackiego Polski ludowej 1944–1963 (gdzie opracował tomy 1957 i 1958) oraz niewydanego drukiem przewodnika biobibliograficznego Pisarze polscy. W latach 1965–1970 publikował na łamach Tygodnika Kulturalnego pod pseudonimem Marceli Radomiński. Z Jadwigą Czachowską opublikował prace Przewodnik polonisty. Bibliografie. Słowniki. Biblioteki. Muzea literackie (wyd. 1974 – był autorem rozdziału Biblioteki i muzea literackie) i Bibliografia i biblioteka w pracy polonisty (wyd. 1977).
Wykładał także na Wydziale Polonistyki UW, w Uniwersytecie Łódzkim, na Wydziale Wiedzy o Teatrze Państwowej Wyższej Szkoły Teatralnej w Warszawie oraz w Studium Komunikowania Społecznego KUL.
Był członkiem Komitetu Nauk i Literaturze PAN i członkiem Komisji Edytorsko-Tekstologicznej Komitetu (w tym w latach 1984–1986 przewodniczącym komisji).
Od 1960 był członkiem Towarzystwa Literackiego im. Adama Mickiewicza, od 1983 członkiem jego zarządu. W 1964 został jednym z członków założycieli Stowarzyszenia Przyjaciół Twórczości Jana Kasprowicza, w latach 1966–1971 i od 1979 był jego wiceprezesem, w latach 1975–1979 wiceprezesem. Od 1981 był członkiem Towarzystwa Popierania i Krzewienia Nauk. W 1992 został członkiem Polskiego PEN Clubu, w 1994 członkiem korespondententem Towarzystwa Naukowego Warszawskiego.
W 2008 został odznaczony Krzyżem Kawalerskim Orderu Odrodzenia Polski.
Zmarł 30 listopada 2019. Pochowany 11 grudnia 2019 na cmentarzu ewangelicko-augsburskim w Warszawie (aleja F-34).